# Amphicallia pactolica
Amphicallia pactolica är en fjärilsart som beskrevs av Holland 1920. Amphicallia pactolica ingår i släktet Amphicallia och familjen björnspinnare. Inga underarter finns listade i Catalogue of Life.